# Exposure (Esperanza Spalding)
Exposure è il sesto album in studio della cantante statunitense Esperanza Spalding, pubblicato nel 2017 in edizione limitata.

## Tracce

### Disco 1:Exposure
Testi e musiche di Esperanza Spalding, eccetto dove indicato.
1. Swimming Toward the Black Dot – 4:52
2. Public Trance It – 4:33
3. Heaven in Pennies (featuring Robert Glasper) – 6:18 (Robert Glasper, Spalding)
4. Colonial Fire – 3:57
5. Coming to Life (featuring Lalah Hathaway) – 4:10 (Lalah Hathaway, Spalding)
6. Geriment – 2:20
7. I Am Telling You – 4:37
8. The Ways You Got the Love (featuring Andrew Bird) – 5:19 (Andrew Bird, Spalding)
9. I Do – 2:44
10. Double Jointed Canyon – 4:11 (Justin Tyson, Matthew Stevens, Spalding)

### Disco 2:Undeveloped (Pre-Exposure Practice)
1. Helluva – 3:15
2. Tangerine – 3:55
3. Word Jungle – 4:00
4. Chelsea Mercy – 4:32
5. Work of Art – 2:10
6. Winning Machines – 5:37
7. Trouble – 3:47
8. 4th Grade – 5:16
9. Whisper – 2:05
10. Fittest – 2:45